# Португалия на летних Олимпийских играх 1964
Португалия принимала участие в Летних Олимпийских играх 1964 года в Токио (Япония) в одиннадцатый раз за свою историю, но не завоевала ни одной медали.